# Supposed Former Infatuation Junkie
| Recensione | Giudizio |
| ---------- | -------- |
| AllMusic   |          |

Supposed Former Infatuation Junkie è il quarto album in studio e la seconda uscita internazionale della cantante canadese Alanis Morissette, pubblicato dalla Maverick Records negli Stati Uniti il 3 novembre 1998.

## Descrizione
L'album venne inciso a tre anni di distanza dal grande successo di Jagged Little Pill (1995) e dopo un propedeutico viaggio della cantante in India, durante il quale furono scritti alcuni brani come Baba e il singolo di lancio Thank U. La casa discografica si aspettava di vendere un milione di copie in pochi giorni, ma alla fine si dovette accontentare di poco meno di mezzo milione, stabilendo comunque il nuovo record di vendite in una sola settimana per un album di una cantante donna, battuto in seguito dai 1,3 milioni di copie di Britney Spears con Oops!... I Did It Again (2000). Il successo inferiore alle aspettative, specie se confrontato con le cifre record del predecessore, venne attribuito alle sonorità sperimentali ed ai testi verbosi e introspettivi che finirono per alienare parecchi fan, anche se la critica apprezzò il coraggio della cantante.
Thank U, l'unico singolo di grande successo del disco, venne nominato ai Grammy Awards del 2000 per la Best Female Pop Vocal Performance. Il video musicale, dove la cantante appare completamente nuda, tranne che per i lunghi capelli che le coprono il seno, generò lievi polemiche. Un altro singolo, So Pure, venne nominato ai Grammy Awards del 2001 per la Best Female Rock Vocal Performance.

## Tracce
1. Front Row – 4:13 (Morissette, Glen Ballard)
2. Baba – 4:29 (Morissette, Ballard)
3. Thank U – 4:18 (Morissette, Ballard)
4. Are You Still Mad – 4:04 (Morissette)
5. Sympathetic Character – 5:13 (Morrissette)
6. That I Would Be Good – 4:16 (Morissette, Ballard)
7. The Couch – 5:24 (Morissette, Ballard)
8. Can't Not – 4:35 (Morissette, Ballard)
9. UR – 3:31 (Morissette, Ballard)
10. I Was Hoping – 3:51 (Morissette, Ballard)
11. One – 4:40 (Morissette, Ballard)
12. Would Not Come – 4:05 (Morissette, Ballard)
13. Unsent – 4:10 (Morissette, Ballard)
14. So Pure – 2:50 (Morissette, Ballard)
15. Joining You – 4:24 (Morissette, Ballard)
16. Heart of the House – 3:46 (Morrissette)
17. Your Congratulations – 3:54 (Morissette)

## Musicisti
- Alanis Morissette - voce, pianoforte, flauti, armonica a bocca
- Glen Ballard - chitarra, tastiere, sintetizzatori
- Joel Shearer - chitarra
- Nick Lashley - chitarra
- Benmont Tench - organo, chamberlin
- Chris Chaney - basso
- Gary Novak - batteria, percussioni
- David Campbell - arrangiamento strumenti ad arco

## Canzoni inedite e B-sides
Durante il tour di Jagged Little Pill Alanis suonò dal vivo molte nuove canzoni e si pensava sarebbero state incluse nell'album seguente, cioè in Supposed Former Infatuation Junkie e invece rimasero inedite. Alcune sono:  "King of Intimidation", "No Pressure Over Cappuccino", "Death of Cinderella", "Gorgeous", "London", "Pray for Peace" (conosciuta anche come "She Gave Me a Wink") e due canzoni senza titolo che i fan chiamano "The Weekend Song" (oppure: "I Don't Know") e "A Year Like This One".
A parte queste canzoni eseguite nel tour, ce ne sono altre che vennero registrate per l'album Supposed Former Infatuation Junkie, ma che non vennero incluse, se non come B-sides: "Pollyanna Flower" venne pubblicato come B-side di Thank U, mentre "These Are The Thoughts" appare nel singolo "Joining You".
Un'altra canzone registrata durante Supposed Former Infatuation Junkie, ma mai pubblicata, se non dal vivo, è: "Princes Familiar".
In Giappone e in Australia, l'album uscì in una versione a 18 tracce, contenente la demo del brano "Uninvited" (pubblicata anche come b-side del singolo "Thank U"). La versione giapponese e australiana dell'album è presentata con una doppia copertina mentre il booklet è identico alla versione pubblicata nel resto del mondo. Un particolare packaging dell'album caratterizza la versione pubblicata in Taiwan.

## Classifiche
| Classifica (1998) | Posizione massima |
| ----------------- | ----------------- |
| Australia         | 2                 |
| Austria           | 3                 |
| Belgio (Fiandre)  | 5                 |
| Belgio (Vallonia) | 15                |
| Canada            | 1                 |
| Danimarca         | 2                 |
| Europa            | 1                 |
| Finlandia         | 4                 |
| Francia           | 5                 |
| Germania          | 1                 |
| Giappone          | 7                 |
| Irlanda           | 2                 |
| Italia            | 2                 |
| Malaysia          | 2                 |
| Norvegia          | 1                 |
| Nuova Zelanda     | 1                 |
| Paesi Bassi       | 2                 |
| Regno Unito       | 3                 |
| Spagna            | 6                 |
| Stati Uniti       | 1                 |
| Svezia            | 2                 |
| Svizzera          | 1                 |